# Ким Ок Сук
Ким Ок Сук (кор. 김옥숙?, 金玉淑?; род. 8 сентября 1935 года, Чхонсон, Кёнсан-Пукто, Генерал-губернаторство Корея), — вдова президента Республики Корея Ро Дэ У, первая леди Республики Корея в период с 1988 по 1993 годы, когда её муж занимал пост президента.

## Ранняя жизнь и образование
Ким родилась 8 сентября 1935 года в Чхонсоне, провинции Кёнсан-Пукто в семье Ким Ёнхана и Хон Мугён. Она была четвёртым ребёнком в семье, где было трое сыновей и две дочери. Её старший брат Ким Пёктон служил в армии Республики Корея, а затем стал политиком. Её сестра была женой бывшего министра торговли, промышленности и энергетики Кым Джинхо.
Она училась и окончила женскую среднюю школу Кёнбук в 1954 году. В 1956 году поступила на факультет семейного образования Национального университета Кёнбук. 31 мая 1959 года вышла замуж за Ро Дэ У, тогдашнего армейского офицера, в Культурном свадебном зале Тэгу. В результате замужества она бросила университет на третьем курсе.
Во время президентских выборов в Южной Корее в 1987 году она присутствовала на предвыборных кампаниях своего мужа, но ограничивалась тем, что размахивала флагами или улыбалась толпе. 21 октября 1987 года она даже не афишировала своё присутствие на предвыборном митинге Ро в Тэджоне, что создавало впечатление, будто она поддерживает имидж обычной жены, что являлось основной стратегией для получения голосов избирателей в пользу своего мужа.

## Первая леди
Когда Ро Дэ У стал 12-м президентом Республики Корея в 1988 году после победы на президентских выборах 1987 года, Ким стала первой леди Республики Корея 25 февраля 1988 года. С самого начала своего пребывания на этом посту Ким участвовала в общественных мероприятиях, таких как церемония открытия Летних Олимпийских игр 1988 года в Сеуле и визит Папы Иоанна Павла II в Южную Корею в октябре 1989 года.
Во время своего пребывания в Голубом доме она считалась единственной первой леди, которая редко выступала на публике. По этой причине Ким получала жалобы от активисток за права женщин, что она пренебрегает социальными вопросами, которыми должна заниматься первая леди. Однако Ким на протяжении более 20 лет установила кровные связи с десятью семьями, в которых воспитывались мальчики и девочки, и оказывала им гуманитарную и финансовую помощь. Во время своего пребывания она часто посещала крупные города, такие как Сеул и Пусан, а также приюты и дома престарелых, расположенные в отдаленных районах страны.
Ким была активным поклонником моды и ориентировалась на стиль бывшей первой леди Юк Ён Су, чтобы создать мягкий и спокойный публичный образ и подчеркнуть свою близость к обычным гражданам. Считалось, что Ким изначально была очень активной и общительной женщиной, но из-за коррупции и расточительного поведения предыдущей первой леди Ли Сунджи она решила намеренно вести замкнутый образ жизни, чтобы дистанцироваться от публичности.
Она также участвовала в признании ошибок своего мужа, связанных с его действиями во время восстания в Кванджу в 1980 году. Через два дня после инаугурации её видели медитирующей на могиле в память о жертвах. Хотя её муж на тот момент не извинился за свои действия во время восстания, её семья, особенно Ким, выразила сожаление и желание извиниться перед корейским народом. Это контрастировало с позицией семьи президента Чон Ду Хвана, которая никогда не выражала раскаяния за подавление восстания.
После избрания Ким Ён Сама 13-м президентом Республики Корея в 1993 году она покинула пост первой леди. Первоначально она была противником политики Ким Ён Сама, но в течение своего мандата изменила своё мнение. Она пыталась убедить окружающих голосовать за него, чтобы лучше подготовиться к переходу власти от правительства её мужа к следующему.

## Последующая жизнь
В последние годы жизни Ро Дэ У страдал от дегенерации мозжечка, и его здоровье ухудшилось настолько, что он был вынужден передвигаться в инвалидном кресле. В результате Ким заботился о нём до его смерти в 2021 году.
В 2013 году Ро Дэ У, бывший президент Республики Корея, признался в коррупции спустя 16 лет после окончания своего срока. Ему пришлось возместить незаконно нажитое имущество на сумму около 24 миллиардов южнокорейских вон (22 миллиона долларов США) в качестве штрафа за коррупционные действия на посту президента, который составил 262,9 миллиарда вон. Предполагается, что его мошеннические сбережения были переведены на банковский счет, оформленный на имя его жены. В результате она согласилась погасить долг своего мужа перед государством.

## Личная жизнь
Ким и Ро Дэ У имеют двух детей: дочь Ро Сон Ён (родилась в 1961 году) и сына Ро Джэ Хёна (родился в 1965 году). Джэхён в настоящее время является юридическим советником в юридической фирме Barun Law Firm в США, а Со является основателем и действующим директором Центра искусств Наби в Сеуле. Со замужем за председателем южнокорейской группы SK Corporation Чхве Тхэвоном, и с 2017 года их бракоразводный процесс находится в стадии рассмотрения.
В апреле 2021 года она и её муж приняли крещение и перешли из протестантизма в католицизм. При крещении ей дали имя Мария.

## Награды
- Республика Корея
  - Почётный кавалер Большого креста ордена «Мугунхва» (1988)
- Малайзия
  - Почётный кавалер ордена Короны Королевства (1988)

## В популярной культуре
- «4-я республика» (1995) ― Ян Мигён[англ.]
- «Эпоха трёх Кимов» (1998) ― Ким Хэсук[англ.]
- «5-я республика[англ.]» (2005) ― Сок Оксук[англ.]